# Артур Серобян
Артур Серобян (вірм. Արթուր Սերոբյան, нар. 2 липня 2003, Єреван) — вірменський футболіст, нападник молдовського клубу «Шериф», який грає в оренді з клубу «Арарат-Вірменія», та національної збірної Вірменії. Виступав також за низку вірменських і закордонних клубів. Володар Кубка Вірменії. Володар Кубка Молдови.

## Клубна кар'єра
У професійному футболі Артур Серобян дебютував 2020 року виступами за команду «Арарат-Вірменія», в якій грав до 2021 року, коли футболіста віддали в оренду до клубу ЦСКА (Єреван), з якої він повернувся в 2022 році. Цього разу Серобян грав у складі «Арарат-Вірменія» до середини 2023 року, та став у складі команди володарем Кубка Вірменії.
У другій половині 2023 року футболіст грав у оренді в португальському клубі «Каза Піа», з якої повернувся на початку 2024 року. З 2025 року Артур Серобян грає в оренді в молдовському клубі «Шериф». У складі тираспольської команди вірменський футболіст у цьому ж році став володарем Кубка Молдови.

## Виступи за збірні
У 2019 році Артур Серобян дебютував у складі юнацької збірної Вірменії, загалом на юнацькому рівні взяв участь у 6 іграх. З 2021 року футболіст грає у складі молодіжної збірної Вірменії. На молодіжному рівні зіграв у 4 офіційних матчах.
У 2022 році Артур Серобян дебютував у складі національної збірної Вірменії. Станом на травень 2025 року зіграв у складі національної збірної 19 матчів, у яких забитими голами не відзначився.

## Титули і досягнення
- Володар Кубка Вірменії (1):

«Арарат-Вірменія»: 2023–2024
- Володар Кубка Молдови (1):

«Шериф»: 2024–2025